# Seven Psychopaths
Seven Psychopaths is een Britse misdaadkomedie uit 2012 onder regie van Martin McDonagh, die ook het scenario schreef. De productie werd genomineerd voor onder meer de BAFTA Award voor beste Britse film, Saturn Awards voor beste horror/thriller en beste scenario en Independent Spirit Awards voor beste scenario en beste bijrolspeler (Sam Rockwell).

## Verhaal
Scenarioschrijver Marty Faranan heeft moeite zijn verhaal Seven Psychopaths te voltooien. Als zijn vrienden de shi tzu van een gangster ontvoeren, krijgt hij weer inspiratie.

## Rolverdeling
- Colin Farrell - Marty Faranan
- Sam Rockwell - Billy Bickle
- Woody Harrelson - Charlie Costello
- Christopher Walken - Hans Kieslowski
- Tom Waits - Zachariah Rigby
- Abbie Cornish - Kaya
- Olga Kurylenko - Angela
- Željko Ivanek - Paulo
- Linda Bright Clay - Myra
- Long Nguyen - Vietnamese Priest
- Harry Dean Stanton - de Quaker
- Amanda Mason Warren - Maggie